# Léonce Quentin
Léonce Gaston Quentin (Chartres, 16 de febrero de 1880-Vincennes, 1 de diciembre de 1957) fue un deportista francés que compitió en tiro con arco, en la modalidad de arco recurvo.
Participó en los Juegos Olímpicos de Amberes 1920, obteniendo cuatro medallas, tres de plata y una de bronce. Ganó una medalla de oro en el Campeonato Mundial de Tiro con Arco al Aire Libre de 1931.

## Palmarés internacional
| Juegos Olímpicos                 | Juegos Olímpicos  | Juegos Olímpicos  | Juegos Olímpicos             |
| Año                              | Lugar             | Medalla           | Prueba                       |
| -------------------------------- | ----------------- | ----------------- | ---------------------------- |
| 1920                             | Amberes (Bélgica) | Medalla de plata  | Pichón móvil 28 m individual |
| 1920                             | Amberes (Bélgica) | Medalla de plata  | Pichón móvil 33 m por equipo |
| 1920                             | Amberes (Bélgica) | Medalla de plata  | Pichón móvil 50 m por equipo |
| 1920                             | Amberes (Bélgica) | Medalla de bronce | Pichón móvil 28 m por equipo |
| Campeonato Mundial al Aire Libre |                   |                   |                              |
| Año                              | Lugar             | Medalla           | Prueba                       |
| 1931                             | Lwów (Polonia)    | Medalla de oro    | Equipo mixto                 |